# Georgios Karatzios
Georgios Karatzios (griechisch Γεώργιος Καράτζιος, * 7. November 1990 in Trikala) ist ein griechischer Bahn- und Straßenradrennfahrer.

## Werdegang
Georgios Karatzios gewann 2007 in der Juniorenklasse die Bronzemedaille im Straßenrennen bei den Balkan-Meisterschaften im albanischen Korça. Außerdem gewann er das Eintagesrennen an dem Berg Parnitha. Im nächsten Jahr wurde er griechischer Bahnradmeister im Punktefahren der Junioren. Des Weiteren wurde er nationaler Meister im Teamzeitfahren der Jugendklasse. Seit 2009 fährt Karatzios für das griechische Continental Team SP Tableware.

## Erfolge – Bahn
2008
- Griechischer Meister – Punktefahren (Junioren)

2012
- Griechischer Meister – Mannschaftsverfolgung mit Panagiotis Chatzakis, Dimitris Polydoropoulos und Neofytos Sakellaridis-Mangouras

2014
- Griechischer Meister – Mannschaftsverfolgung mit Panagiotis Karabinakis, Neofytos Sakellaridis-Mangouras und Panagiotis Sifakis

## Erfolge – Straße
2013
- eine Etappe Tour de Tipaza

## Teams
- 2009 SP. Tableware-Gatsoulis Bikes
- 2010 SP Tableware
- 2011 SP Tableware
- 2012 SP Tableware Cycling Team
- 2013 SP Tableware
- 2014 SP Tableware